# Solimar Carneiro
Solimar Carneiro (1956 - São Paulo, 11 de julho de 2023) foi uma ativista antirracista brasileira. Ela era considerada uma das principais lideranças do movimento negro brasileiro. Ela fundou e dirigiu entre 2003 e 2009 o Geledés - Instituto da Mulher Negra. Foi também uma das criadoras da Articulação de Organizações de Mulheres Negras Brasileiras (AMNB).
Seu foco de atuação principal foi a inclusão de mulheres negras no mercado de trabalho e a luta contra a discriminação. Fundou o Projeto Grio e o Projeto Rappers, considerados pioneiros para a valorização cultural de jovens negros.
Ela era a irmã de Sueli Carneiro.